# Напад на Торањ 22
Дана 28. јануара 2024, лутајућа муниција, који је лансирао Исламски отпор у Ираку — група шиитске милиције коју подржава Иран — погодила је Торањ 22, америчку војну испоставу у Рукбану, североисточни Јордан. Експлозија је резултирала смрћу три америчка војника и рањавањем њих 47.
Инцидент је био први пут да су америчке трупе убијене од непријатељске ватре од почетка рата између Израела и Хамаса. Председник Џо Бајден осудио је напад као и обећао одмазду у погодном тренутку. САД су почеле узвратне ударе 2. фебруара, погађајући локације у Ираку и Сирији. Иран је негирао било какву умешаност у напад.

## Позадина
Од напада Хамаса 7. октобра на југу Израела, групе које подржава Иран испаљивале су пројектиле и ракете на америчке и коалиционе снаге на Блиском истоку у 160 наврата. Отприлике 70 америчких и коалиционих војника је задобило повреде у овим нападима, који су се углавном сматрали лакшим, због одсуства тешких повреда или напада који су промашили своје циљеве или су били заустављени. САД су узвратиле на ове инциденте само осам пута.
У Јордану је стационирано приближно 3.000 америчких војника. Војска Сједињених Држава је користила базу Торањ 22, која је првобитно успостављена као јорданска гранична испостава, од 2015. у мисији „саветовања и помоћи“, у почетку обучавајући побуњенике који се боре против снага сиријског председника Башара ел Асада, а касније помажући Курдима у борби против Исламске државе. Торањ 22, где се налази америчко инжињеријско, ваздухопловно, логистичко и безбедносно особље, налази се 20 километара од гарнизона Ал-Танф у Сирији, где америчке и локалне снаге сарађују у борби против Исламске државе. Од 2020. Торањ 22 је имао радни АН/ТПС-75 преносиви 3Д радар за надзор. У тренутку напада, у бази је било око 350 припадника америчке војске и ваздухопловства, укључујући особље из 158. пешадијског пука Националне гарде Аризоне, 40. пешадијске дивизије Националне гарде Калифорније, 138. теренске артиљеријске бригаде Националне гарде Кентакија и 101. експедиционог сигналног батаљона Националне гарде Њујорка.

## Напад
Наоружана беспилотна летелица (лутајућа муниција) погодила је стамбене просторије испоставе, убивши тројицу америчких војника који су у то време спавали у шаторима. Касније је идентификовано да припадају 718. инжењерској чети 926. инжењеријске бригаде, резервној јединици америчке војске са седиштем у Форт Муру, Џорџија. Један убијени мушкарац и две жене именовани су као наредник Вилијам Риверс стар 46 година, специјалиста Кенеди Сандерс стара 24 године и специјалиста Бреона Мофет стара 23 године; сви су имали пребивалиште на територији Џорџије.
Најмање 47 особа је повређено у нападу, од којих је осам морало бити медицински евакуисано изван Јордана, у Багдадски центар за дипломатску подршку у Ираку. Од ових осморо, троје је превезено у регионални медицински центар Ландстухл у Немачкој на накнадну негу. Америчко особље је прегледано због могуће трауматске повреде мозга.  Већина повређених служила је у Националној гарди САД и припадала је јединицама са седиштем у Аризони, Калифорнији, Кентакију и Њујорку. До 31. јануара, најмање 27 службеника је могло да се поново јави на дужност.
Неуспех ПВО одбране да пресретне дрон био је кључни фокус касније истраге Централне команде САД о нападу. Амерички прелиминарни извештај открио је да је непријатељски дрон напао отприлике у исто време када се америчка беспилотна летелица враћала у базу, што је вероватно довело до забуне око тога да ли је то био непријатељски дрон и одложило одговор.

## Одговорност
Након напада, амерички званичници су оценили да је једна од неколико група које подржава Иран покренула напад, иако није конкретно идентификовала тачну групу која је одговорна. Амерички званичник је наговестио да је у нападу коришћена беспилотна летелице "Шехид", иранске производње, а портпарол америчког Министарства одбране рекао је да је напад оставио „отиске стопала“ Хезболаха.
Касније у току дана, Исламски отпор у Ираку, кровна група фракција које подржава Иран, тврдила је да је тог дана покренула нападе на израелско нафтно постројење у Средоземном мору, као и на три америчке војне базе у Сирији, односно Шадади, Танф и Рукбан, од којих се последњи налази на јорданској страни границе са Сиријом. Међутим, САД су саопштиле да је напад на кулу 22 био једини напад на њихове снаге тог дана. Оборена су још два непријатељска дрона, која су гађала локације на југоистоку Сирије. САД су званично окривиле Исламски отпор у Ираку за напад 31. јануара.
Дана 17. јуна 2024. године, Стејт департмент САД је означио Ансар Алах ал-Авфиа као терористичку организацију, након њиховог учешћа у нападу на кулу 22.

## Последице
Посмртни остаци преминулих војника пребачени су у Сједињене Америчке Државе 2. фебруара и примљени су уз церемонију трансфера по доласку у ваздухопловну базу Довер у Делаверу којој су присуствовали и председник Џо Бајден, прва дама Џил Бајден, начелник здруженог штаба Чарлс К. Браун млађи, као и породице убијених. Почаст је одана у заједницама жртава, док су њихове сахране одржане од 13. до 17. фебруара. Један од војника сахрањен је на националном гробљу Џорџије.
Према речима Омара Абу Лејле, европског активисте и челника медија Деир ез-Зур 24, борци који подржавају Иран у источној Сирији почели су да евакуишу своје позиције у страху од осветничких америчких удара убрзо након напада.

### Одговор САД
Си-Би-Ес је 1. фебруара известио да је Бела кућа одобрила ваздушне нападе на иранско особље и објекте у Сирији и Ираку у знак одмазде за напад, при чему тачно време зависи од временских фактора. 2. фебруара, САД су покренуле узвратне ваздушне нападе на милиције које подржава Иран у Ираку и Сирији. Око 85 циљева повезаних са проиранским снагама погођено је на седам различитих локација у Ираку и Сирији.
Амерички званичници су 15. фебруара објавили да је спроведен сајбер напад на ирански шпијунски брод који је прикупљао обавештајне податке о бродовима у Црвеном мору и Аденском заливу. Званичници су рекли да је сајбер напад, који се догодио више од недељу дана пре објаве, био одговор на напад дроном и да је требало да омета способност брода да комуницира са Хутима.

## Реакције

### Сједињене Америчке Државе
Непосредно након напада амерички председник Џо Бајден рекао је да је напад „одвратан” и обећао да ће САД „позвати на одговорност свих одговорних у време и на начин који ми изаберемо”; Амерички секретар за одбрану Лојд Остин рекао је: „предузећемо све неопходне радње да одбранимо Сједињене Државе, наше трупе и наше интересе“. Џек Рид, демократски председник Сенатског комитета за оружане снаге, рекао је да је „уверен да ће Бајденова администрација одговорити на смишљен и пропорционалан начин“. Републикански сенатори Џон Корнин, Том Котон и Линдзи Грејем позвали су Белу кућу да директно циља Иран као одговор на нападе. Бивши директор ЦИА Џон Бренан описао је напад као "опасну ескалацију" на Блиском истоку.
Гувернер Џорџије, Брајан Кемп, издао је саопштење у којем жали због „неопростивог губитка живота“ тројице војника, рекавши да су „дали последњу пуну меру оданости у служби овој земљи“. Бригадни генерал Тод Лазароски, командант 412. инжењеријске команде резервног састава америчке војске, рекао је да „они представљају најбоље из Америке“. Заставе су постављене на пола копља у Вејкросу, где је живео један од војника. Генерал-потпуковник Џоди Данијелс, начелник резервног састава Војске Сједињених Држава и командант Команде резервног састава војске Сједињених Држава, такође је одао почаст војницима и обећао да ће подржати "оне који су остали иза ове трагедије".

### Блиски исток
Високи званичник Хамаса Сами Абу Зухри рекао је за Ројтерс да је напад порука америчкој администрацији да ће „ако не престане убијање невиних у Гази, морати да се суочи са читавом [муслиманском] нацијом “ и упозорио да би сукоб могао довести до „регионалне експлозије“. Ката'иб Хезболах је пренео да ће обуставити војне операције против америчких снага "како би спречио срамоту ирачке владе".
Иран је негирао умешаност у напад, али је рекао да "групе отпора у региону одговарају [на] ратне злочине и геноцид ционистичког режима који убија децу". Ирански Корпус гарде исламске револуције упозорио је да ће та земља одговорити на сваку претњу САД након објављивања планова Вашингтона да узврати.
Јордан је осудио напад и рекао да сарађује са Вашингтоном на обезбеђивању својих граница. Међутим, портпарол јорданске владе Муханнад Ал Мубаидин инсистирао је да се напад догодио изван краљевства, преко границе у сиријској бази Ал-Танф.
Египатско министарство спољних послова осудило је напад, изразило солидарност и потврдило свој став против свих терористичких аката који угрожавају стабилност и безбедност Јордана. Такође је наглашена неопходност суочавања са свим облицима тероризма и одбацивања насиља ради очувања безбедности у региону.
Напад је осудио и Бахреин.
Ирак је осудио напад, описујући га као "сталну ескалацију" и рекао да је спреман да сарађује на успостављању правила којима би се спречиле "даље последице" и ескалација сукоба у региону.
Израелски министар спољних послова Израел Кац изразио је саучешће породицама погинулих војника у нападу и пожелео брз опоравак повређенима.
Катар је упозорио да би одговор Сједињених Држава могао ризиковати да угрози привремени прекид ватре између Израела и Хамаса и споразум о таоцима који је тада био актуелан.
Начелник команде Сиријских демократских снага Мазлум Абди осудио је напад, потврђујући став групе против насиља и "сваког покушаја да се наруши мир у региону".

### Друге државе
Велика Британија је "апсолутно осудила" напад, изјавио је Премијер Риши Сунак и додао да је забринут због тензија у региону, такође је позвао Иран на деескалацију. Министар спољних послова Дејвид Камерон такође је позвао Иран на „деескалацију у региону“.